# Fantasporto
Fantasporto, ook bekend als Fantas, is een internationaal filmfestival, dat sinds 1981 jaarlijks wordt gehouden in Porto, Portugal. Het festival schenkt aandacht aan commerciële speelfilms, onafhankelijke producties en experimentele filmprojecten van over de hele wereld. Het festival is gespecialiseerd in films uit het fantasy-genre. Gemiddeld wordt het festival jaarlijks door 110.000 mensen bezocht. 
Fantasporto wordt georganiseerd door een privé-instelling, maar wordt wel grotendeels door de Portugese overheid gefinancierd, met name door het ministerie van cultuur. 

## Bekroonde films
Zoals veel filmfesitvals kent ook Fantasporto een prijs toe aan de beste film van dat jaar. De films die deze prijs hebben gewonnen zijn:
- 1981 Piranha II: The Spawning door James Cameron
- 1982 The Redeemer door Krsto Papić
- 1983 Scanners door David Cronenberg
- 1984 The Last Battle door Luc Besson
- 1985 The Company of Wolves door Neil Jordan
- 1986 Fuego eterno door Jose Angel Rebolledo
- 1987 Defense of the Realm door David Drury
- 1988 A Chinese Ghost Story door Ching Siu-Tung
- 1989 Monkey Shines door George A. Romero
- 1990 Black Rainbow door Mike Hodges
- 1991 Henry: Portrait of a Serial Killer door John McNaughton
- 1992 Toto le héros door Jaco van Dormael
- 1993 Braindead door Peter Jackson
- 1994 Cronos door Guillermo del Toro
- 1995 Shallow Grave door Danny Boyle
- 1996 Se7en door David Fincher
- 1997 Bound door de Wachowski's
- 1998 Retroactive door Louis Morneau
- 1999 Cube door Vincenzo Natali
- 2000 Siam Sunset door John Polson
- 2001 Amores perros door Alejandro González Iñárritu
- 2002 Fausto 5.0 door Los Fura del Baus
- 2003 Intacto door Juan Carlos Fresnadillo
- 2004 Janghwa, Hongryeon door  Kim Ji-Woon
- 2005 Nothing door Vincenzo Natali
- 2006 Frostbiten door Anders Banke
- 2007 El laberinto del fauno door Guillermo del Toro
- 2008 REC door Jaume Balagueró
- 2009 Idiots and Angels door Bill Plympton
- 2010 Heartless door Philip Ridley